# Андезин
Андезин је минерал силикат, члан је изоморфне серије плагиокласа, самим тиме припада групи фелдспата. Андезин има хемијску формулу (Na,Ca)Al(Si,Al)3O8, и кристалише триклинично.